# Tylomelania baskasti
Tylomelania baskasti е вид коремоного от семейство Pachychilidae.